# Eatoniella flammulata
Eatoniella flammulata är en snäckart som först beskrevs av Hutton 1878.  Eatoniella flammulata ingår i släktet Eatoniella och familjen Eatoniellidae. Inga underarter finns listade i Catalogue of Life.